# Documents To Go
DataViz Documents to Go es una aplicación para Android y otros sistemas operativos que te permite visualizar y acceder a documentos en formato PDF, así como editar archivos de Microsoft Office Word, Excel y Power Point. También facilita la conexión remota con el PC y con el sistema de almacenamiento Google Docs.
Con la aplicación Documents to Go es posible abrir, editar y crear documentos. También incluye opciones de formato, negritas, cursivas, subrayados, color, cambio de fuente, viñetas, listas, tablas, columnas, copiar, cortar, pegar; así como opciones de formato:  medio , justificado, derecha y izquierda.

## Compatibilidad
Hay cuatro versiones de Documets To Go compatibles con Palm OS. La actual versión es la 11.0. 
- Documents To Go Standart es compatible Microsoft Word y Microsoft Excel.

- Documents To Go Professional ofrece además compatibilidad con Microsoft PowerPoint y está incluida con casi todos los dispositivos Palm.

- Documents To Go Premium agrega un visor para archivos BMP, JPPG y PDG. También una tabla de Excel, así como un corrector de ortografía.
- Documents To Go Total Office agrega sincronización con Microsoft Outlook y Acess.

Documents To Go también está disponible para Microsoft Windows Mobile 5.0 Teléfono inteligente y 6 Standart. Esta versión incluye soporte para Microsoft Word, Microsoft Excel, Microsoft PowerPoint, un lector de PDF y permite al usuario descomprimir archivos Zip.
Documents To Go también está disponible para dispositivos con Symbian UIQ y Symbian Series 60 que utilizan el sistema operativo Symbian OS.

## Características
Documents To Go para Palm OS tiene una herramienta para la PDA así como para el computador. La herramienta para la PDA puede abrir archivos de Microsoft Office desde tarjetas de expansión, así como sus propios formatos. Puede editar los archivos, así como el formato del texto (fuente, color, tamaño y estilo), y tiene otras características comunes a Microsoft Office
La versión Premium puede abrir y crear tablas (charts) de Excel. El componente Slideshow To Go puede abrir archivos nativos de PowerPoint, así como esos convertidos a su mismo formato. Sin embargo, no puede editar o guardar archivos nativos de PowerPoint, y no soporta animaciones o sonido.
La herramienta para el computador automáticamente compara la versión del computador de escritorio de un archivo almacenado en el computador del usuario y la versión guardada en el PDA. Si son diferentes, este aplica los cambios hechos en una versión a la otra, transfiriendo el documento a o desde la memoria del dispositivo.

## Versiones
- Documents To Go Para PALM (Precargada v. 10.00) (V 11.0) (8)
- Documents To Go para iOS (iPhone/iPad) (V. 4.0.9)
- Documents To Go para Android (2.3 o post.)
- Documents To Go para BlacBerry (Precargado) (V. 2.0)
- Documents To Go para Nokia S60 (Desde OVI) (V. 10.00)